# Бјанцано
Бјанцано (итал. Bianzano) је насеље у Италији у округу Бергамо, региону Ломбардија.
Према процени из 2011. у насељу је живело 465 становника. Насеље се налази на надморској висини од 602 м.

## Становништво
| 1931. | 1936. | 1951. | 1961. | 1971. | 1981. | 1991. | 2001. | 2011. |
| ----- | ----- | ----- | ----- | ----- | ----- | ----- | ----- | ----- |
| 491   | 437   | 468   | 488   | 524   | 493   | 526   | 521   | 605   |